# Anna Hutsol
Anna Vassílievna Hutsol (en rus: Анна Васильевна Гуцол; en ucraïnès: Ганна Василівна Гуцол), més coneguda com a Anna Hutsol, (Múrmansk, 16 d'octubre de 1984) és una activista ucraïnesa d'origen rus, fundadora del col·lectiu feminista Femen.

## Trajectòria
Hutsol és d'origen jueu i va néixer a Múrmask, ciutat de l'extrem nord-oest de la República Socialista Soviètica Russa, en temps de la URSS, però l'any 1991 es va traslladar a Ucraïna amb els seus pares. Va estudiar Ciències econòmiques a la Universitat Nacional Taràs Xevtxenko de Kíev i va ser ajudant de la cantant Tina Karol.
L'any 2008 va fundar Femen després que sintonitzés amb les tristes històries de dones ucraïneses enganyades per falses promeses des de l'estranger: «Vaig crear Femen perquè em vaig adonar que hi havia una manca de dones activistes a la nostra societat; Ucraïna és androcèntrica i les dones prenen un paper passiu». Segons Hutsol, les habilitats que va adquirir durant la seva etapa amb Tina Karol van ajudar a augmentar les relacions públiques de Femen. El principal mecanisme d'acció de Femen són les manifestacions en topless. El grup va començar a protestar contra la prostitució a Ucraïna i va ampliar la seva agenda als drets de les dones i els drets civils a Ucraïna i a tot el món.
El gener de 2011 va intentar que Femen obtingués representació a la Rada Suprema com a partit electe; però finalment no va participar en les eleccions parlamentàries ucraïneses d'octubre de 2012.
El 16 de novembre de 2012 va ser detinguda pel Servei Federal de Seguretat (FSB) de Rússia, a l'aeroport de Pulkovo, a Sant Petersburg, per ser una persona que tenia l'entrada prohibida al país. Va ser deportada de nou al punt d'origen de París.
A finals d'agost de 2013, Xevtxenko i diverses membres de Femen van fugir d'Ucraïna, tement per la seva vida i llibertat. Hutsol va sol·licitar asil a Suïssa el 2013, però les autoritats li van rebutjar la sol·licitud el 27 de març de 2014.

## Filmografia
- Nos seins, nos armes! ("Els nostres pits, les nostres armes!"), documental (1 hora i 10 minuts), escrit i dirigit per Caroline Fourest i Nadia El Fani, produït per Nilaya Productions, emès a France 2 el 5 de març de 2013.[16]
- Everyday Rebellion, documental (1 hora i 58 minuts), escrit i dirigit pels germans Arash T. Riahi i Arman Riahi, Àustria / Suïssa / Alemanya, 2013, estrena mundial al Festival Internacional de Documentals de Copenhaguen el 13 de novembre de 2013.
- Ukraine Is Not a Brothel ("Ucraïna no és bordell"), documental (1 hora i 18 minuts), escrit i dirigit per Kitty Green, Austràlia 2013, estrena mundial a la Mostra Internacional de Cinema de Venècia.
- Je Suis Femen ("Jo sóc Femen"), documental, escrit i dirigit per Alain Margot, 2014.[17]